# Мелниця (Болгарія)
Ме́лниця (болг. Мелница) — село в Ямбольській області Болгарії. Входить до складу общини Єлхово.

## Населення
За даними перепису населення 2011 року у селі проживали 295 осіб.
Національний склад населення села:
| Національність   | Кількість осіб | Відсоток |
| ---------------- | -------------- | -------- |
| болгари          | 228            | 88,0 %   |
| цигани           | 14             | 5,4 %    |
| турки            | 0              | 0 %      |
| інша             | 3              | 1,2 %    |
| не визначились   | 14             | 5,4 %    |
| Всього відповіли | 259            |          |

Розподіл населення за віком у 2011 році:
Динаміка населення: